# Método overlap-save

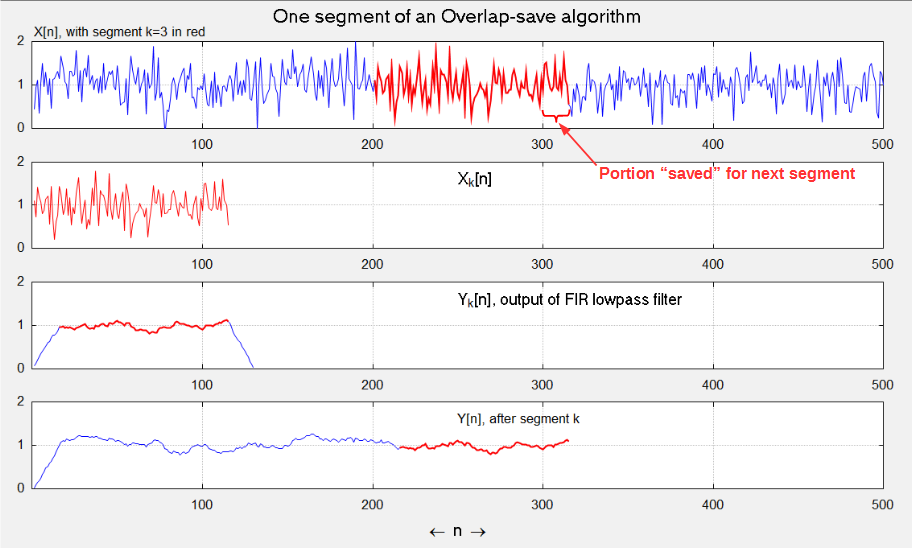
Uma sequência de 4 gráficos representando um ciclo do algoritmo de convolução Overlap-save.

Overlap–save é o nome tradicional de uma maneira eficiente de avaliar a convolução discreta entre um sinal muito longo {\textstyle x[n]}e um filtro de resposta ao impulso finito (FIR) {\textstyle h[n]}:
{\displaystyle y[n]=x[n]*h[n]\triangleq \sum _{m=-\infty }^{\infty }h[m]\cdot x[n-m]=\sum _{m=1}^{M}h[m]\cdot x[n-m]}
onde h[m]=0 para m fora da região [1, M].
O conceito é calcular segmentos curtos de y[n] de um comprimento arbitrário L e concatenar os segmentos juntos. Considere um segmento que começa com n = kL + M, para qualquer inteiro k e defina:
{\displaystyle x_{k}[n]\ \triangleq {\begin{cases}x[n+kL]&1\leq n\leq L+M-1\\0&{\textrm {otherwise}}.\end{cases}}}
{\displaystyle y_{k}[n]\ \triangleq \ x_{k}[n]*h[n]=\sum _{m=1}^{M}h[m]\cdot x_{k}[n-m].}
Então, para kL + M ≤ n ≤ kL + L + M - 1, e equivalente M ≤ n - kL ≤ L + M - 1, podemos escrever:
{\displaystyle y[n]=\sum _{m=1}^{M}h[m]\cdot x_{k}[n-kL-m]\ \ \triangleq \ \ y_{k}[n-kL].}

A tarefa é assim reduzida para calcular yk[n], para M  ≤  n  ≤  L + M − 1.
Agora observe que se periodicamente estendermos xk[n] com o período N  ≥  L + M − 1, de acordo com:
{\displaystyle x_{k,N}[n]\ \triangleq \ \sum _{\ell =-\infty }^{\infty }x_{k}[n-\ell N],}
as convoluções {\displaystyle (x_{k,N})*h\,}e {\displaystyle x_{k}*h\,}são equivalentes na região M  ≤  n  ≤  L + M − 1. Assim, é suficiente calcular a convolução circular (ou cíclica) de N pontos de {\displaystyle x_{k}[n]\,}com {\displaystyle h[n]\,}na região[1, N]. A sub-região [M, L + M − 1] é anexada ao fluxo de saída e os outros valores são descartados.

A vantagem é que a convolução circular pode ser calculada de maneira muito eficiente como segue, de acordo com o teorema da convolução circular:
{\displaystyle y_{k}[n]=\scriptstyle {\text{DFT}}^{-1}\displaystyle (\ \scriptstyle {\text{DFT}}\displaystyle (x_{k}[n])\cdot \scriptstyle {\text{DFT}}\displaystyle (h[n])\ ),}
onde:
- DFT e DFT − 1 referem-se à transformada discreta de Fourier e à transformada discreta de Fourier inversa, respectivamente, avaliadas sobre N pontos discretos, e
- N é habitualmente escolhido para ser um inteiro de potência-2, que otimiza a eficiência do algoritmo FFT.
- N otimizado está no intervalo [4M, 8M].
- Com convolução circular, o primeiro valor de saída é uma média ponderada das últimas amostras M-1 do segmento de entrada (e a primeira amostra do segmento). As próximas saídas M-2 são médias ponderadas do começo e do fim do segmento. O valor de saída Mth é o primeiro que combina apenas amostras do início do segmento.